# Omloop van het Houtland 2000
L'Omloop van het Houtland 2000, cinquantasettesima edizione della corsa, si svolse il 28 settembre 2000 su un percorso di 188 km, con partenza e arrivo a Lichtervelde. Fu vinto dal belga Niko Eeckhout della Palmans-Ideal davanti al lituano Linas Balciunas e al belga Fabien De Waele.

## Ordine d'arrivo (Top 10)
| Pos. | Corridore          | Squadra                      | Tempo    |
| ---- | ------------------ | ---------------------------- | -------- |
| 1    | Niko Eeckhout      | Palmans-Ideal                | 4h30'00" |
| 2    | Linas Balciunas    | VC Saint-Quentin-Oktos       | a 22"    |
| 3    | Fabien De Waele    | Lotto-Adecco                 | s.t.     |
| 4    | Aaron Olson        |                              | s.t.     |
| 5    | Andy Cappelle      |                              | s.t.     |
| 6    | Midaugas Goncaras  |                              | s.t.     |
| 7    | Jan Bratkowski     | Team Coast                   | s.t.     |
| 8    | Derek Wilkerson    | Jelly Belly                  | s.t.     |
| 9    | Stefaan Vermeersch |                              | a 1'55"  |
| 10   | Tom Desmet         | Tonissteiner-Landbouwkrediet | a 2'20"  |